# Charles Waterhouse
Charles Waterhouse (Columbus, 22 de septiembre de 1924 – Toms River, 16 de noviembre de 2013) fue un pintor, dibujante y escultor estadounidense, conocido por el uso de los temas históricos del Cuerpo de Marines de los Estados Unidos como motivo de sus obras.

## Biografía
Charles Waterhouse sirvió como soldado de primera clase en la 5.ª División de Marines entre 1943 y 1946, y aterrizó en Iwo Jima durante la campaña del Pacífico de la Segunda Guerra Mundial. Durante la batalla fue herido como consecuencia de las acciones del enemigo y posteriormente recibió la medalla Corazón Púrpura.
A pesar de los daños nerviosos en su mano izquierda y de las lesiones en cuello y hombro, Waterhouse estudió arte después de la guerra en la Escuela Newark de Bellas Artes y Artes Industriales en Nueva Jersey, graduándose en 1950. Durante la guerra de Vietnam hizo tres giras en Vietnam como artista bélico. Durante su participación en un proyecto bicentenario de la División de Historia de la Infantería de Marina recibió el título de comandante en los Reservas de los Marines. En 1992, estos premiaron a Waterhouse con el título "USMC Artista en Residencia", convirtiéndose así en la primera y única persona en ganar este reconocimiento. Al mismo tiempo, los marines le ascendieron a coronel y se retiró con ese cargo.
Charles Waterhouse murió el 16 de noviembre de 2013 en casa de su hija en Toms River, Nueva Jersey.